# Милий Ганс, дорогий Петро
«Милий Ганс, дорогий Петро» (рос. Милый Ханс, дорогой Пётр) — історично-драматичний німецько-російсько-український фільм про стосунки між німцем Гансом і росіянином Петром на тлі початку Другої світової війни. Зйомки фільму відбулися у місті Нікополь (Дніпропетровська область, Україна), навіть попри війну на Сході України.
Сценарій написаний за спогадами очевидців. Він кілька разів переписувався, оскільки при військово-історичний експертизі виявлялися неточності. Претензії пред'являла і комісія, яка розглядає соціально-психологічні аспекти сюжету і взаємин героїв. Головна з них — «не той погляд, якого чекають ветерани війни». Існує імовірність, що цензура режиму Путіна не затвердить цей фільм до показу у Росії.

## Сюжет
Суто особиста, повна переживань історія радянського інженера Петра і його німецького колеги Ганса, що прибув у відрядження в Радянський Союз на скловарний завод. Спільні дослідження з використанням німецьких технологій на радянському заводі. Бригада з Німеччини працює разом з російськими фахівцями і нагадує добре налагоджений механізм. Але в цьому механізмі є своє слабка ланка — і це він, німецький інженер Ханс.
Під час відповідального варіння нового скла Ганс робить помилку. Її наслідки руйнівні: вибух печі, людські жертви і слідство, яке починають радянські спецслужби. Відтепер для нього небезпеку становить напарник Петро — єдиний свідок його дій у печі та інший головний герой історії. Ганс виявляється в несподіваній залежності від Петра, пов'язаний з ним страхом викриття. Але ж і Петро чи не сильніше ще залежить від Ганса: якщо таємне стане явним, сама присутність Петра біля печі означає для нього обвинувачення у шкідництві в дусі тоталітарного часу. Словом, вони пов'язані одним ланцюгом.
Однак взаємна недовіра парадоксальним чином змінюється мовчазною симпатією, а пізніше і дружбою. Хоча вони спілкуються виключно жестами, без слів розуміють один одного, винаходять свою мову. Ханс бачить себе в Петрі. Вони зовні навіть схожі один на одного. І у обох малолітні діти. Боячись не тільки викриття, але й самого Ганса з його візитами та небезпечної дружби з іноземним фахівцем, Петро з дружиною і дітьми таємно тікають з міста. А Ганс замість полегшення після зникнення непотрібного свідка раптом відчуває почуття втрати.

## Виробництво
«Ідею для майбутнього фільму я реалізував спочатку літературно, — розповідає режисер і автор сценарію картини, — з довгими пошуками самого себе. Час дії — 40-ті роки. Це буде фільм про спільну роботу на радянському заводі німецьких і російських фахівців, головна сюжетна лінія — взаємини двох чоловіків Ганса і Петра. Також в українській глибинці ще збереглися обличчя, які нагадують лиця того часу.
Знімальну команду ми підібрали чудову: оператор — Олег Муту („Смерть пана Лазареску“, „4 місяці, 3 тижні, 2 дні“, „В тумані“, „В суботу“) художник-постановник — Кирило Шувалов („Конвой“, „У тумані“, „Щастя моє“) і ще багато чудових людей, з якими я вже працював або буду співпрацювати вперше.»
З самого початку відбувалися пошуки фінансування і були дуже важкими, починаючи ще з 2012 року. 25 жовтня 2013 року кінокомпанія «Студія „Пасажир“» підписала договір з російським Федеральним фондом соціальної та економічної підтримки вітчизняної кінематографії (Фонд кіно) про отримання коштів на виробництво нового копродукційного проекту «Милий Ханс, дорогий Петро», автором сценарію і режисером якого став Олександр Міндадзе.

За договором копродукції частка російської участі складає 56,72 %. Студія продовжує пошуки додаткового фінансування і партнерів для проекту. Проте, підтримка Фонду кіно стала гарантією запуску фільму у виробництво. Запланована дата початку зйомок — 1 липня 2014 року. 
|  | «Практично одночасно ми подали документи і до Міністерства культури РФ, і в Фонд кіно, але в останньому нам пощастило більше!» |

 — Так прокоментувала ситуацію продюсер проекту Ліза Антонова.
Хоча за календарним планом виробництва підготовчий період фільму ще не почався, але робота розпочалася в повному розпалі. Вже було затверджено склад німецьких акторів, підібрана натура і в тому числі головна локація зйомок: завод в місті Нікополь (Дніпропетровська область, Україна). На об'єкті вже побували художник-постановник Кирило Шувалов і оператор Олег Муту. Режисера зацікавив не тільки сам завод і його цеха, а й прилегла територія із залізничними коліями, де буде знято велику частину епізодів. Тривала робота над кошторисом, йшли кастинги російських акторів. Відразу після затвердження актора на роль Петра, почалися спільні репетиції і кінопроби з Якобом Ділема (Гансом). До роботи підключилися і художники по костюмах.
Режисер Олександр Міндадзе про фільм:
|  | «Повинен сказати, що поряд з визначенням акторського складу як російського, так і німецького, нашим завданням було знайти місце зйомок — підходящу натуру. Після багаторазових і довгих поїздок по заводах, ми, нарешті, відшукали велике і тільки частково працююче підприємство в місті Нікополі, що дасть можливість відчувати себе відносно вільно під час зйомок. Я радий цьому, адже на заводі багато діючих залізничних колій, де ми і знімемо важливі і технічно складні епізоди. Словом, все йде своєю чергою, і наші зусилля, на щастя, не пропадають даром. Зараз ми зосередилися на пошуках російських акторів. Готуємося до зйомок влітку 2014». |

### Актори
- Якоб Діль — Ганс
- Біргіт Мініхмайр — Грета
- Марк Вашке — Отто
- Марк Гоземанн — Віллі
- Роза Хайрулліна — Ніна
- Андрюс Даряла — Петро
- Євген Сармонт — перекладач
- Ангеліна Римашевська — дівчинка
- Ганна Скіданова — подруга Зойка
- Світлана Косолапова — Наташа, дружина Петра
- Себастьян Антон — Томас

У масові сцени були залучені жителі міста Нікополь (100 людей, приблизно). Кастинг у місті для масовки відбувався кожну суботу і неділю.

### Кінокомпанії
- «Студія „Пасажир“» (Росія),
- студія FFA(Німеччина),
- SotacinemaGroup (Україна).

### Продюсери
- Олександр Міндадзе,
- Ліза Антонова,
- Хайно Декерт (Heino Deckert),
- Олег Кохан

### Художники
- Кирило Шувалов,
- Катерина Хімічева.

### Фінансування
- Жовтень 2012 фільм «Милий Ханс, дорогий Петро» отримав допомогу на продовження зйомки — 20000 євро, виданих германо-російським фондом розвитку проектів спільного виробництва.

- 25 жовтня 2013 року кінокомпанія отримала фінансування від російського Федерального фонду соціальної та економічної підтримки вітчизняної кінематографії (Фонду кіно).

## Історичний відрізок
Події у сюжеті відбуваються безпосередньо перед самим початком війни (осінь 1940 — весна 1941 років). Цей невеликий проміжок часу мало вивчений істориками і є білою плямою в історії Європи, коротким періодом союзу і щільною дружби між Радянським союзом та нацистською Німеччиною. У цьому моменті вони обмінювалися фахівцями, яким невдовзі належало схопиться в смертельній битві. Фільм заснований безпосередньо на реальних подіях передвоєнного часу, на реальних спогадах їх учасників. Дана розповідь про загрозу наближення війни, про смути в головах людей, які не розуміють що взагалі відбувається. У світлі останній подій, фільм стає пророчим і багатообіцяючим через актуальну тему.